# Funkwerk Köpenick

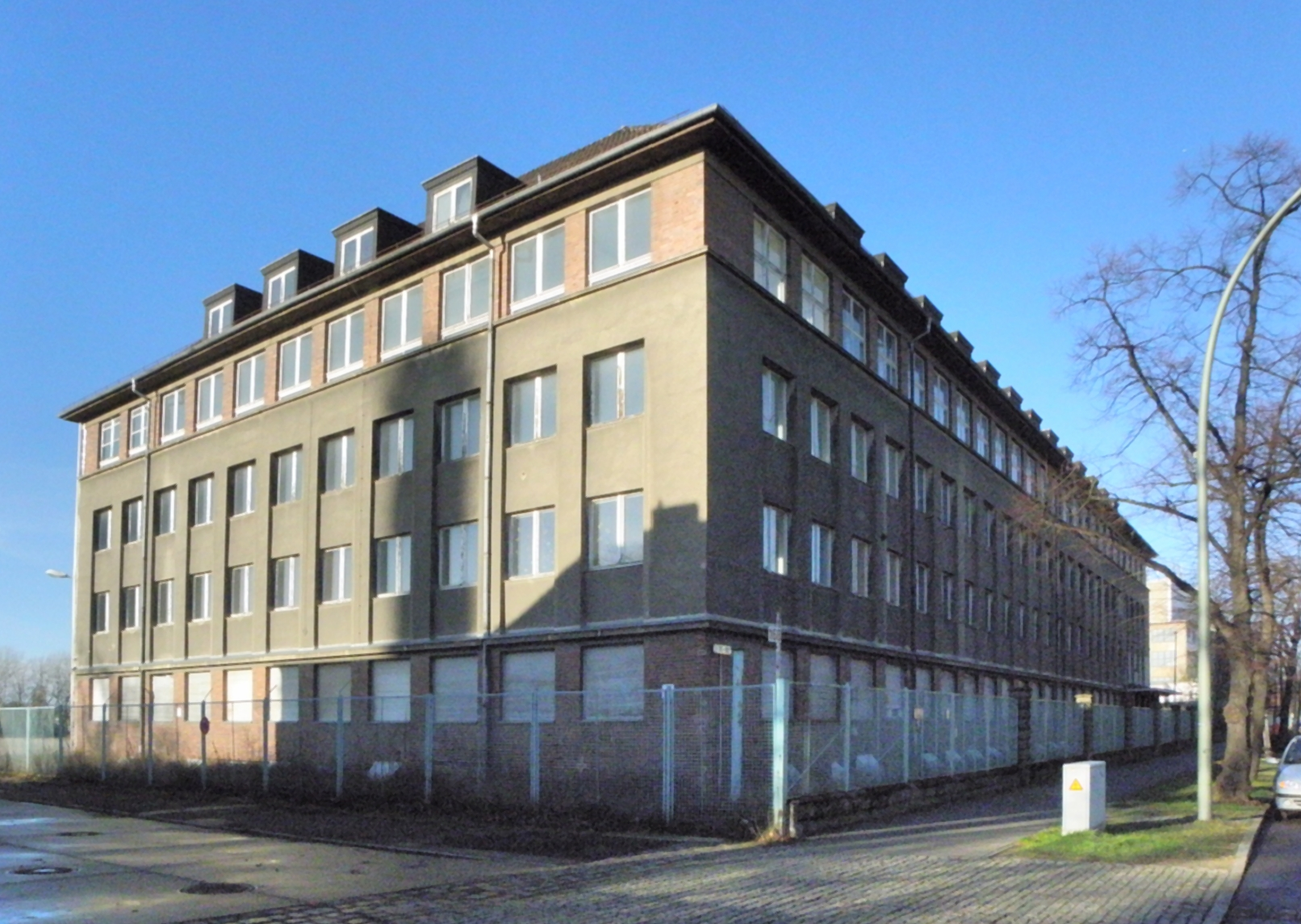
Verwaltungsbau des Funkwerks in der Wendenschloßstraße; Zustand im Januar 2014

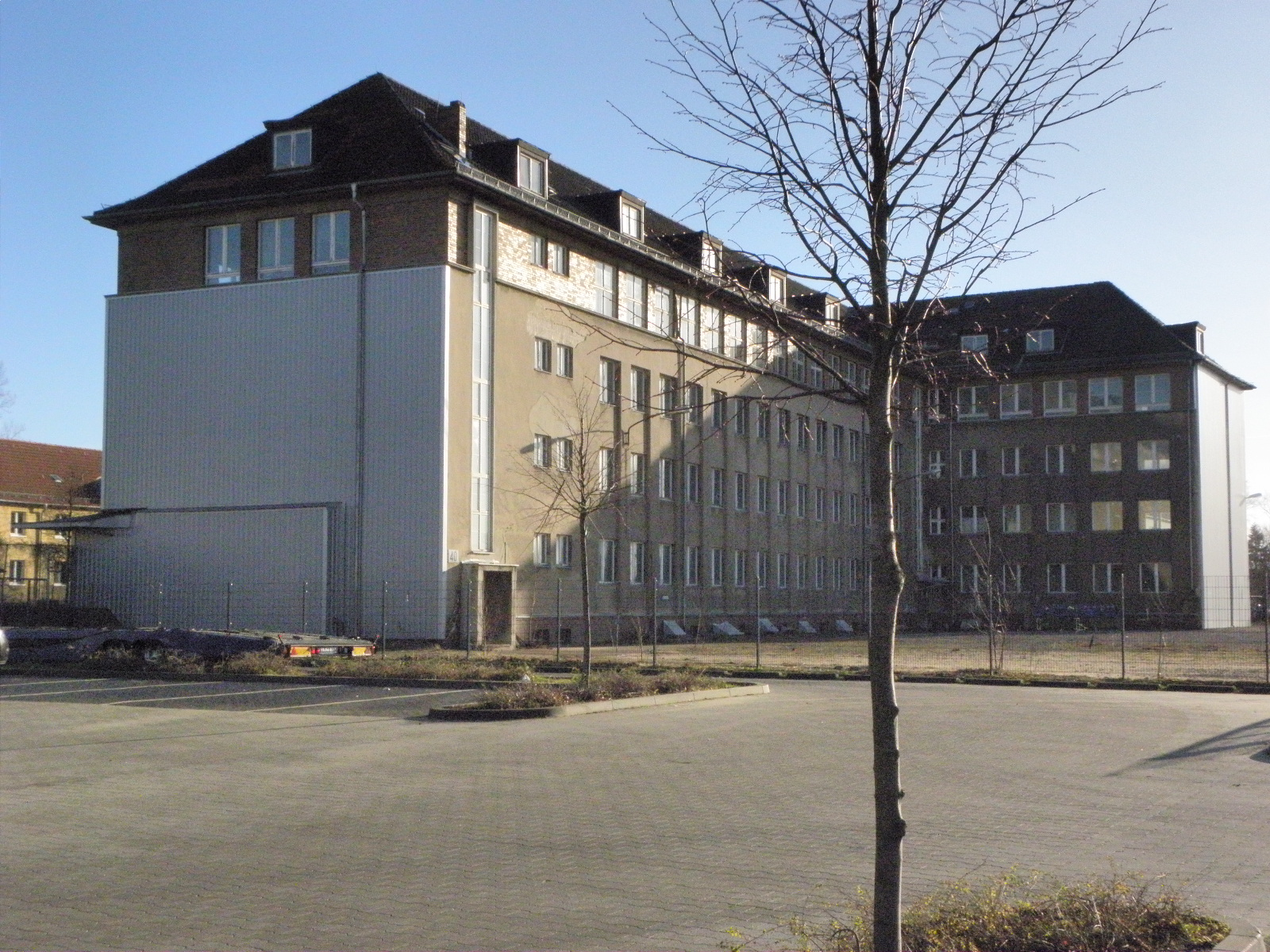
Funkwerk-Verwaltungsgebäude, von der Rückseite her gesehen; Stand Januar 2014

Der VEB Funkwerk Köpenick mit Sitz in Ost-Berlin ging als Nachfolger aus dem 1934 gegründeten Radarpionierunternehmen GEMA hervor. Er war eine der bedeutendsten Einrichtungen für Nachrichtenelektronik in der DDR. Sein Nachfolgerunternehmen ist ab 1992 die DeTeWe Funkwerk Köpenick GmbH bzw. die ebenfalls zur DeTeWe gehörende Funkwerk Köpenick GmbH. 

## Unternehmensgeschichte
Im Jahr 1934 wurde die Gesellschaft für elektroakustische und mechanische Apparate mbH (GEMA) gegründet, die während des Zweiten Weltkriegs einer der führenden Betriebe der Radar-Entwicklung war. Zusätzlich war die GEMA auf dem Gebiet der Sonaranlagen und Schiffssteuerungen tätig. Im September 1937 verlegte das Unternehmen Sitz und Produktion in die Wendenschloßstraße 154.
Nach dem Zweiten Weltkrieg wurde das GEMA-Werk enteignet und unter sowjetische Militärverwaltung gestellt. Die noch verbliebenen technischen Anlagen wurden teilweise demontiert. Das Know-how wurde nun durch die neuen Machthaber genutzt. Die Produktionsanlagen blieben erhalten und die Entwicklung und Herstellung von Schiffsführungsanlagen und elektrischen Messgeräten wurde wieder aufgenommen. Das Unternehmen firmierte nun als Wissenschaftlich-technisches Büro des Ministeriums des Schiffindustriebaus der UdSSR (MSP).
Am 15. Dezember 1949 wurde das MSP an die kurz zuvor gegründete DDR übergeben und in einen Volkseigenen Betrieb (VEB) umgewandelt. 1949 bestanden daraufhin zwei Nachfolgebetrieb: der VEB Zentrallaboratorium für Signal- und Sonderanlagen und der VEB Funkwerk Köpenick. Beide Betriebe wurden 1951 unter dem Namen VEB Funkwerk Köpenick vereinigt.
Zu den Schwerpunkten von Entwicklung und Fertigung gehörten zunächst Messgeräte, Sicherungstechnik für Bahnen und Bergbau, Regelungstechnik und industrielle Hochfrequenzerwärmung. Im Auftrag des DDR-Ministeriums für Maschinenbau wurde 1951 die Fertigung von Rundfunksendern und Empfangsanlagen aufgenommen. Im Juni 1952 ging der erste hier hergestellte Hochleistungs-Mittelwellensender mit 250 kW Sendeleistung in Betrieb. Mit dem Auftrag zur Modernisierung des ehemaligen Deutschlandsenders in Königs Wusterhausen wurde die Entwicklung und Produktion auf das Gebiet der Langwellentechnik erweitert, woraus ein 750 kW-Langwellensenders entstand, Ein Prototyp ging 1960 in Zehlendorf in Betrieb. Als weitere Großsender wurde ein 100 kW-Kurzwellensenders mit dreh- und schwenkbarer Richtantenne in Nauen für den Übersee-Rundfunkdienst errichtet.
Seit 1953 entstanden auch Produkte für UKW-Rundfunk- und -Fernsehsender, zunächst für das VHF-Band, seit 1960 auch für den UHF-Bereich. Der VEB Funkwerk Köpenick lieferte die komplette UHF-Funk-Ausstattung des neuen Fernsehturms am Alexanderplatz, die dann die Ausstrahlung des 2. Fernsehprogramms der DDR ermöglichte. Auch die Entwicklung einfacher und hochwertiger Fernseh-Empfangsgeräte war Aufgabe des Funkwerks. Zeitweise waren bis zu 3.000 Mitarbeiter beschäftigt.
Im Juli 1970 konnte der erste eigene Großrechner in Betrieb genommen werden, eine Robotron-300-Anlage. Diese wurde im Dezember 1982 durch ein Einheitliches System Elektronischer Rechentechnik (EC-1035) abgelöst.
Am 22. September 1978 besuchten Kosmonaut Sigmund Jähn und Politbüromitglied Harry Tisch das Funkwerk aus Anlass der Verleihung des Ehrennamens Sigmund Jähn an eine Brigade im Bereich Betriebsfunk.
Zum 1. Juli 1986 wurde der VEB Funkwerk Köpenick Stammbetrieb des Kombinats VEB Kombinat Nachrichtenelektronik, dessen Verwaltung in Leipzig angesiedelt war. Seit dieser Zeit bis Oktober 1990 war der Betrieb zugleich dem Ministerium für Elektrotechnik und Elektronik zugeordnet.
Nach der Wende wurde der VEB in die Rechtsform einer GmbH überführt und firmierte als Funkwerk Köpenick GmbH. Die Betriebsleitung modernisierte das Produktionssortiment. 1992 erwarb die DeTeWe Deutsche Telephonwerke und Kabelindustrie AG das Unternehmen und benannte es in DeTeWe Funkwerk Köpenick GmbH um. Im Zuge der Neustrukturierung der DeTeWe wurde der Standort 2004 aufgegeben. Die letzten, weniger als 100 Mitarbeiter verloren ihren Arbeitsplatz.
Am neuen Standort Ratingen entwickelte und vertrieb die DeTeWe-Tochtergesellschaft digitale Bündelfunktechnik und exportierte analoge Technikausrüstungen.
Einen Teilbereich übernahm Rohde & Schwarz und führt ihn seit September 1992 als FTK Funktechnik Köpenick GmbH weiter.

## Standorte des VEB

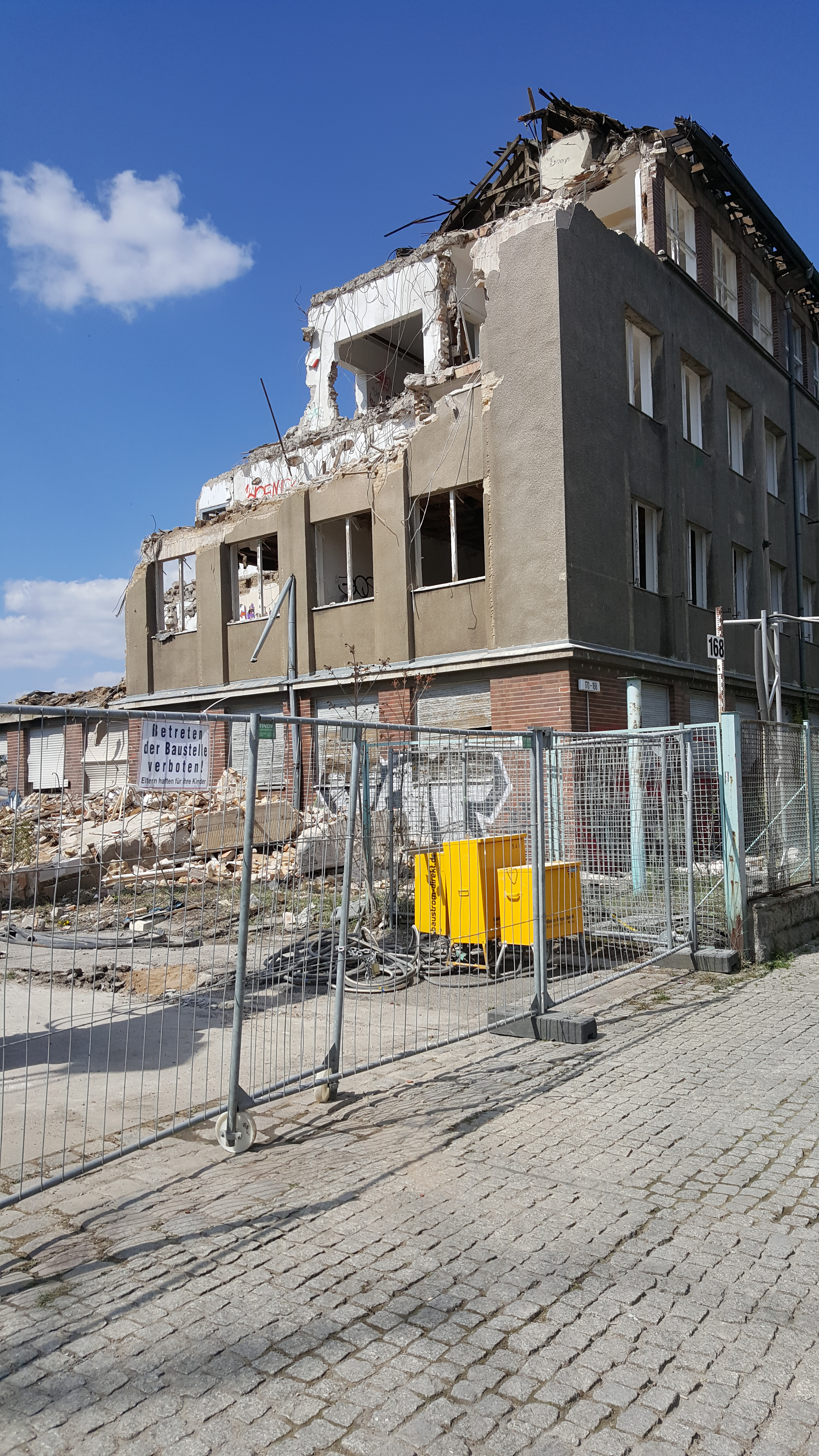
Berlin: Abriss im April 2022

- Berlin, Wendenschloßstraße: KN-1E; das Gebäude wurde zugunsten einer Wohnanalge abgerissen.
- Zossen/OT Dabendorf, Ernst-Thälmann-Straße: EKV 12/13
- Calbe, An der Saale 5-6: SEG 15-D[7]

## Produkte des VEB

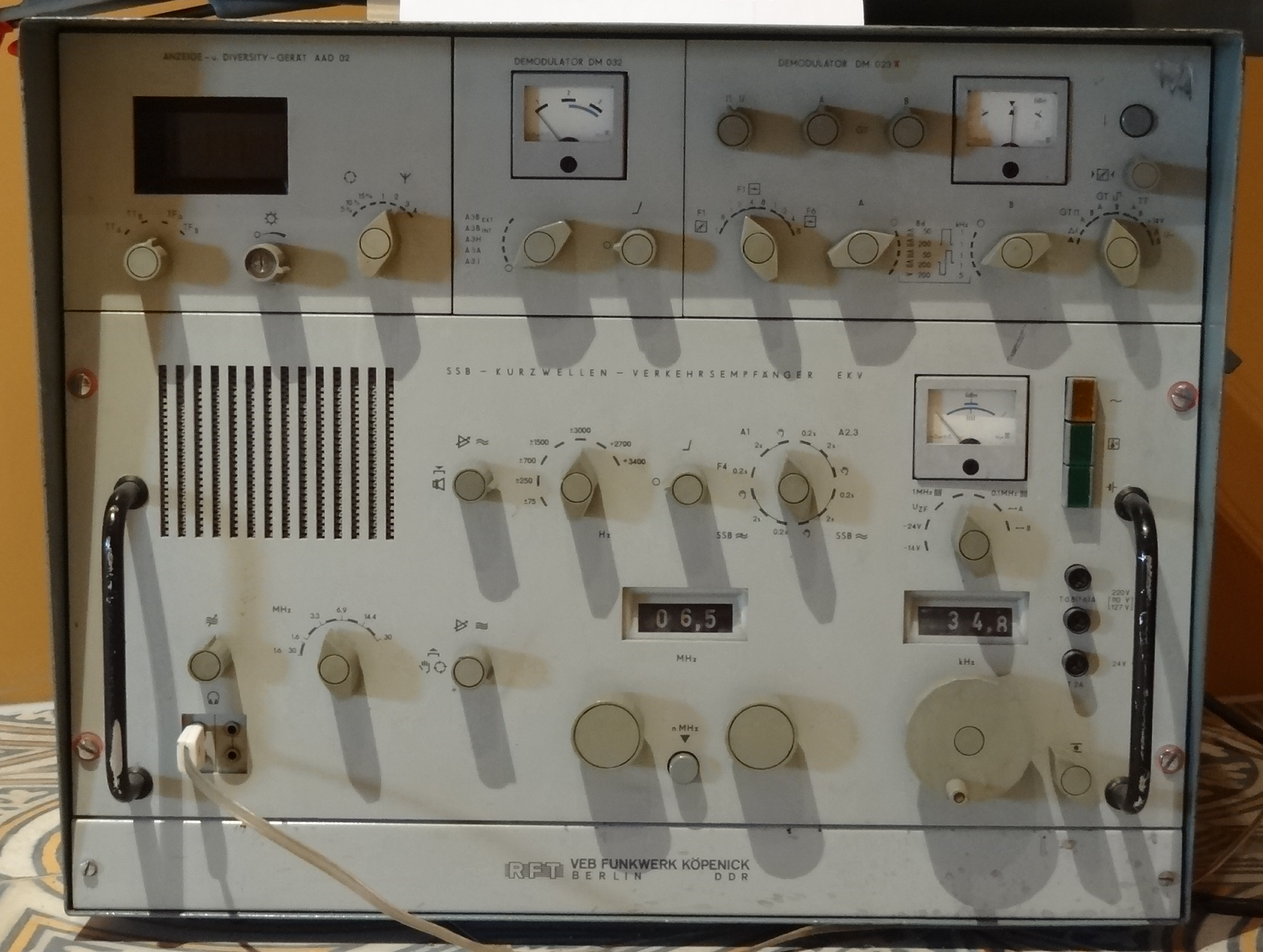
SSB-Kurzwellen-Verkehrsempfänger EKV aus dem Funkwerk Berlin, Marinemuseum Peenemünde

- Mikrofone, Kopfhörer, Oszilloskope
- Fernsteuerungen für Fernsehempfänger
- Funkgeräte für Polizei, Feuerwehr, Nationale Volksarmee und auch für Funkamateure[8], darunter
  - Kfz-Funkgeräte: UKW-Gerätesystem U600 für mobilen und ortsfesten Einsatz[9], später U700[10]
  - Handfunkgeräte: UFT 422, UFT431, UFT721, UFT727[11]
  - Botschaftsfunk: Kurzwellensender KN1-E[12]
- Antennen[13]
- Großsender
  - 1952 Nauen, 100 KW-Rundfunk
  - 1957 Budapest, TV-Sender
  - 1965 Jakarta
  - 1970 Berliner Fernsehturm, UKW-Radio und -TV
  - 1988 Antarktis, KFC1300, Georg-Forster-Station

## Personen, die mit der Geschichte des VEB verbunden sind
- Siegfried Berger, Streikführer im VEB Funkwerk Köpenick beim Arbeiteraufstand des 17. Juni 1953
- Peter Vielhauer, ab 1956 Entwickler von Sendeantennen und Filtern, später Leiter des Mathematischen Büros und ab 1965 Leiter der Betriebsorganisation und Rechentechnik
- Felix Meier von 1967 bis 1978 Werkdirektor, späterer Minister für Elektrotechnik und Elektronik der DDR.

## Neue Geländenutzung

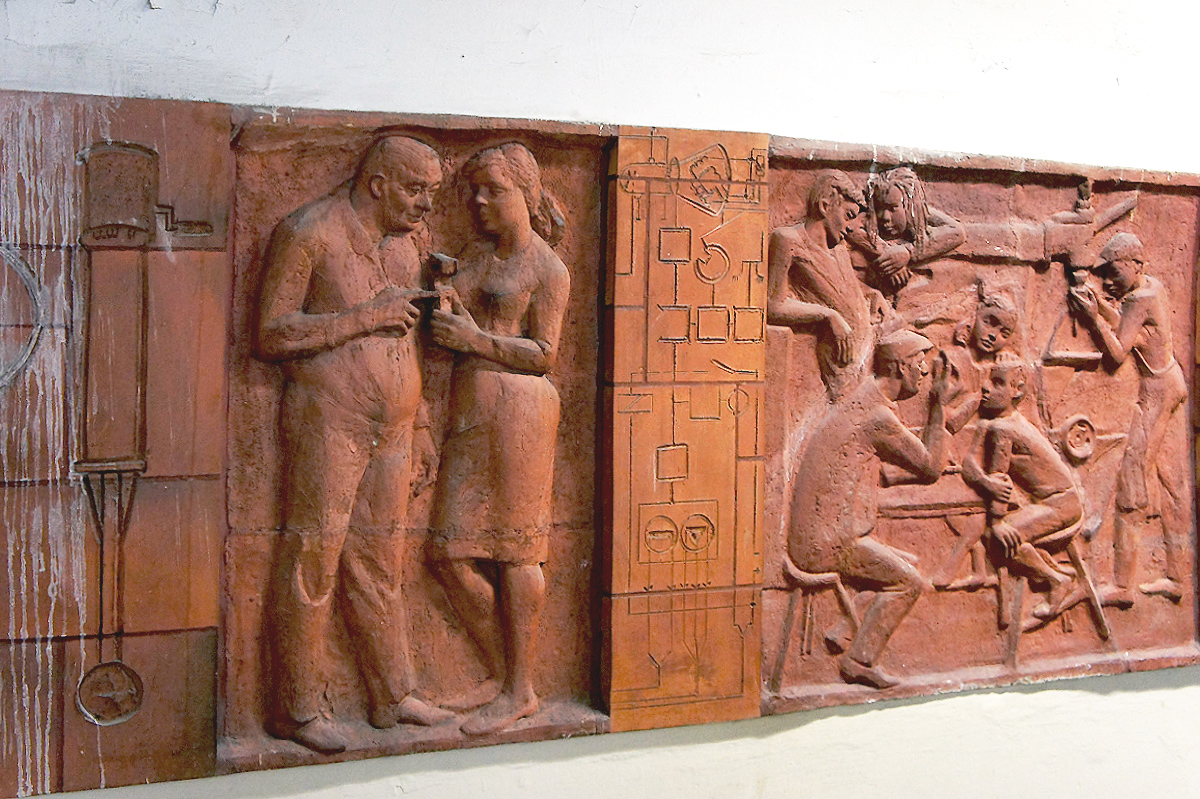
Terrakotta-Reliefs Tugenden und Laster des Sozialismus der Berliner Bildhauerin Ingeborg Hunzinger im Treppenhaus

Die Bezirksverordnetenversammlung beschloss 2016 einen Bebauungsplan. Das gesamte Areal sollte in ein Wohnquartier mit ca. 750 bis 800 Wohneinheiten und gewerblichen Nutzungen umgestaltet werden. Der Senat von Berlin zog das Planungsverfahren an sich und führte 2017 einen Wettbewerb für die Bebauung des Geländes durch, an dem Architekten, Landschafts- und Stadtplaner teilnahmen. Im Jahr 2022 wurden die letzten Gebäude abgerissen, und es begannen Vorbereitungsarbeiten für eine Neubebauung. Unter anderem sollen entstehen: mehrere hundert Wohnungseinheiten, Büros, ein Hotel, eine Seniorenwohnanlage u.v.a.m. Eine neue Anschlussstraße, eine öffentliche Parkanlage, ein öffentlicher Spielplatz sowie ein öffentlich zugänglicher Uferweg an der Dahme werden angelegt. – Der Abschluss aller Arbeiten ist für 2026 vorgesehen.
Der Verbleib des Terrakotta-Reliefs Tugenden und Laster des Sozialismus der Berliner Bildhauerin Ingeborg Hunzinger aus dem Jahr 1966 im Treppenhaus des Werksgebäudes an der Wendenschloßstraße 142 war im Bebauungsplan nicht geregelt, da es nicht unter Denkmalschutz stand. Wo es sich nun befindet, müsste noch ermittelt werden (Frühjahr 2025).